# Philoglossa
Philoglossa DC., 1836 è un genere di piante angiosperme dicotiledoni della famiglia delle Asteraceae.

## Descrizione
L'habitus delle piante di questo genere è formato da piccole erbe (annuale o perenne) da erette a striscianti. I fusti possono essere da pelosi a strigosi (con peli ispidi e ruvidi).
Le foglie in genere sono disposte lungo il fusto in modo opposto o spiralato (possono essere presenti delle rosette basali); sono picciolate o raramente sono sessili. Alla base delle foglie possono essere presenti delle oblunghe pseudostipole o dei dischi nodali, talvolta fusi nella guaina. La lamina è intera: da lanceolata a ovata con bordi dentati. Le venature sono trinervate, actinodrome. La superficie può essere da liscia a bollosa ed è colorata di verde e priva di tomento. La consistenza in genere è fogliacea oppure carnosa.
L'infiorescenza è formata da capolini di tipo radiato eterogamo. I capolini possono essere raccolti in formazioni corimbose, subcimose o tirsoidi oppure sono singoli (monocefali) con peduncoli (raramente sono sessili). La struttura dei capolini è quella tipica delle Asteraceae: un peduncolo (corto o lungo) sorregge un involucro a forma ampiamente campanulata composto da 20 - 30 squame (o brattee) disposte in 3 - 4 serie in modo embricato e scalato che fanno da protezione al ricettacolo  sul quale s'inseriscono due tipi di fiori: quelli esterni ligulati, disposti a raggiera e quelli interni tubulosi. Il ricettacolo, alveolato, spesso con creste o punte sporgenti, è nudo (senza pagliette).
I fiori sono tetra-ciclici (ossia sono presenti 4 verticilli: calice – corolla – androceo – gineceo) e pentameri (ogni verticillo ha in genere 5 elementi). I fiori si dividono in due tipi: del raggio e del disco. I fiori del raggio (ligulati e zigomorfi da 21 a 70) sono di solito femminili e fertili. I fiori del disco (tubulosi e actinomorfi da 30 a 60) sono in genere ermafroditi.
- Formula fiorale:

*/x K {\displaystyle \infty }, [C (5), A (5)], G 2 (infero), achenio
- Calice: i sepali del calice sono ridotti ad una coroncina di squame.

- Corolla: le ligule delle corolle dei fiori del raggio hanno delle forme da lineari a ellittico-oblunghe (a volte sono ben sviluppate) e terminano con tre denti, sono colorate di giallo; le gole dei fiori del disco sono ampie fin dalla base, mentre i lobi sono allungati e lineari, il colore è giallo (occasionalmente porpora o marrone).

- Androceo: gli stami sono 5 con filamenti liberi e distinti, mentre le antere sono saldate in un manicotto (o tubo) circondante lo stilo. Le antere possono avere delle code anche con frange. Il polline è ricoperto da spine in modo uniforme. Il polline è sferico, e tricolporato, echinato.

- Gineceo: lo stilo è filiforme, mentre gli stigmi dello stilo sono due, brevi e divergenti. L'ovario è infero uniloculare formato da 2 carpelli. Gli stigmi in genere sono corti e filiformi ed hanno la superficie stigmatica (papille) interna. La parte superiore dello stilo può essere pelosa (quella basale è glabra).

I frutti sono degli acheni con pappo. La forma dell'achenio è compressa e varia da oblunga a prismatica a 2 coste; la superficie è glabra. Il pappo, deciduo, più o meno a due serie, è formato da squame; può anche mancare.

## Biologia
- Impollinazione: l'impollinazione avviene tramite insetti (impollinazione entomogama tramite farfalle diurne e notturne).
- Riproduzione: la fecondazione avviene fondamentalmente tramite l'impollinazione dei fiori (vedi sopra).
- Dispersione: i semi (gli acheni) cadendo a terra sono successivamente dispersi soprattutto da insetti tipo formiche (disseminazione mirmecoria). In questo tipo di piante avviene anche un altro tipo di dispersione: zoocoria. Infatti le brattee dell'involucro possono agganciarsi ai peli degli animali di passaggio disperdendo così anche su lunghe distanze i semi della pianta.

## Distribuzione e habitat
La distribuzione delle piante di questo genere è relativa alla Colombia, Bolivia, Ecuador e Perù.

## Tassonomia
La famiglia di appartenenza di questa voce (Asteraceae o Compositae, nomen conservandum) probabilmente originaria del Sud America, è la più numerosa del mondo vegetale, comprende oltre 23.000 specie distribuite su 1.535 generi, oppure 22.750 specie e 1.530 generi secondo altre fonti (una delle checklist più aggiornata elenca fino a 1.679 generi). La famiglia attualmente (2021) è divisa in 16 sottofamiglie.

### Filogenesi
Le piante di questa voce appartengono alla tribù Liabeae della sottofamiglia Vernonioideae. Questa assegnazione è stata fatta solo ultimamente in base ad analisi di tipo filogenetico sul DNA delle piante. Precedenti classificazioni descrivono queste piante nella sottofamiglia Cichorioideae oppure (ancora prima) i vari membri di questo gruppo, a dimostrazione della difficoltà di classificazione delle Liabeae, erano distribuiti in diverse tribù: Vernonieae, Heliantheae, Helenieae, Senecioneae e Mutisieae.
Le seguenti caratteristiche sono condivise dalla maggior parte delle specie della tribù:
- nei fusti è frequente la presenza di lattice;
- le foglie hanno una disposizione opposta e spesso sono fortemente trinervate con superfici inferiori tomentose;
- il colore dei fiori del raggio e del disco sono in prevalenza gialli o tonalità vicine;
- le corolle del disco sono profondamente lobate;
- le basi delle antere sono calcarate;
- le superfici stigmatiche sono continue all'interno dei rami dello stilo;
- il polline è spinoso e sferico.

Il genere di questa voce è descritto nella sottotribù Paranepheliinae H. Rob., 1983, una delle quattro sottotribù di Labieae. La sottotribù si trova nel "core" della tribù, e insieme alla sottotribù Munnoziinae formano un "gruppo fratello" (entrambe le sottotribù sono state le ultime a divergere). Il genere Philoglossa all'interno della sottotribù fa parte di un gruppo monofiletico formato dai genere Erato, Philoglossa e Chionopappus. In particolare Erato e Philoglossa formano un "gruppo fratello".
Le specie di questo genere sono individuate dai seguenti caratteri:
- il portamento è piccolo-erbaceo, eretto o decombente;
- le foglie sono trinervate, sono verdi e prive di tomento;
- gli acheni hanno delle forme compresse con 2 coste;
- il pappo può essere assente.

In precedenti ricerche questo genere era descritto all'interno della sottotribù Munnoziinae. Recenti studi filogenetici sul DNA delle specie della tribù hanno tuttavia rimesso in discussione le circoscrizioni delle due sottotribù Munnoziinae e Paranepheliinae in quanto in alcuni conteggi del DNA i generi Erato, Chionopappus e Philoglossa risultano formare con le specie della sottotribù Munnoziinae un "gruppo fratello" rendendo così le due sottotribù parafiletiche.
Il numero cromosomico delle specie di questo gruppo è: 2n = 36.

### Elenco delle specie
Per questo genere sono assegnate le seguenti 5 specie:
- Philoglossa blakei H.Rob. & Cuatrec.
- Philoglossa mimuloides  (Hieron.) H.Rob. & Cuatrec.
- Philoglossa peruviana  DC.
- Philoglossa pterocarpa  Sandwith
- Philoglossa purpureodisca  H.Rob.

### Sinonimi
Sono elencati alcuni sinonimi per questa entità:
- Jaumeopsis Hieron.